# Jabal al-Mukaber Club
Der Jabal Al-Mukaber Club (arabisch نادي جبل المكبر), meist Jabal Al-Mukaber genannt, ist ein palästinensischer Fußballverein aus Ostjerusalem. Aktuell, Stand Oktober 2023, spielt der Verein in der West Bank Premier League.

## Erfolge
- West Bank Premier League
  - Meister: 2009/10, 2022/23
  - Vizemeister: 2021/22
- Yassir Arafat Cup
  - Sieger: 2021/22, 2022/23, 2023
- West Bank Supercup
  - Finalist: 2010
- West Bank PFA Cup
  - Sieger: 2009

## Stadion
Der Verein trägt seine Heimspiele im Faisal Al-Husseini International Stadium in al-Ram aus. Das Stadion hat ein Fassungsvermögen von 12.500 Personen.

## Trainerchronik
Stand: Oktober 2024
| Trainer            | !von              | bis             |
| ------------------ | ----------------- | --------------- |
| Ghassan Al-Balawi  | 1. Juli 2011      | 30. Juni 2012   |
| Khader Obeid       | 1. Juni 2013      | 30. August 2013 |
| Bahjat Odeh        | 1. Januar 2019    | 20. Mai 2019    |
| Ibrahim Abu Roqaiq | 9. Juli 2019      | 30. Juni 2020   |
| Samir Issa         | 11. Juli 2023     | 17. August 2023 |
| Khader Obaid       | 17. August 2023   | ?               |
| Murad Banoura      | 1. September 2023 |                 |

## Statistik in den AFC-Wettbewerben
| Saison | Wettbewerb          | Runde    | Gegner            | Heim | Auswärts | Platz |
| ------ | ------------------- | -------- | ----------------- | ---- | -------- | ----- |
| 2011   | AFC President’s Cup | Gruppe B | Yadanarbon FC     | 3:4  | 3:4      | 3.    |
| 2011   | AFC President’s Cup | Gruppe B | Istiqlol Dushanbe | 0:2  | 0:2      | 3.    |
| 2011   | AFC President’s Cup | Gruppe B | Yeedzin FC        | 7:0  | 7:0      | 3.    |